# The Cave (2019)
The Cave é um documentário sírio-dinamarquês de 2019 dirigido por Feras Fayyad e produzido por Sigrid Dyekjær e Kirstine Barfod. Apresentado no Festival Internacional de Cinema de Toronto em 5 de setembro de 2019, segue a história narrada em De sidste mænd i Aleppo (2017), com destaque ao trabalho médico realizado na Guerra Civil Síria. Como reconhecimento, foi indicado ao Oscar de melhor documentário na edição de 2020.